# Martin Macko
Martin Macko (* 17. Juni 1920; † 8. Juni oder 18. Juni 1977) war ein tschechoslowakischer Fußballschiedsrichter.
Der aus dem slowakischen Landesteil stammende Spielleiter erlangte überregionale Bekanntheit, als er bei der Weltmeisterschaftsendrunde 1958 in der Gruppe 2 das abschließende Gruppenspiel zwischen Paraguay und Jugoslawien (3:3) pfiff. In den folgenden Jahren reüssierte er insbesondere im Europapokal auf internationalem Parkett.